# خط بنایی

خط بنایی. سوره الاخلاص (قل هو الله أحد. الله الصمد. لم یلد ولم یولد. ولم یکن له کفواً أحد)

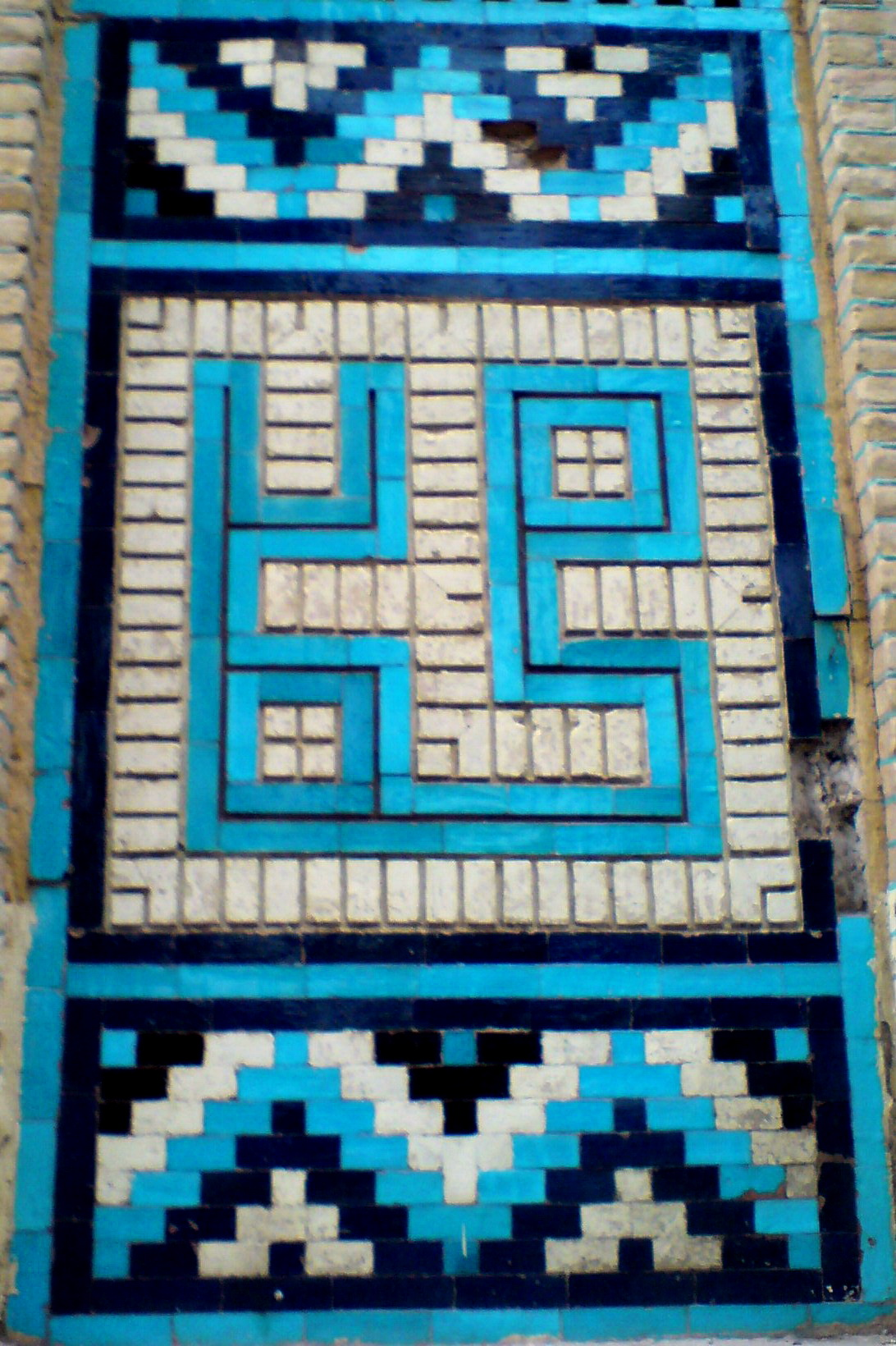
خط بنایی نام پیامبر اسلام، محمد، بر دیوار آرامگاه محمد محروق در نیشابور

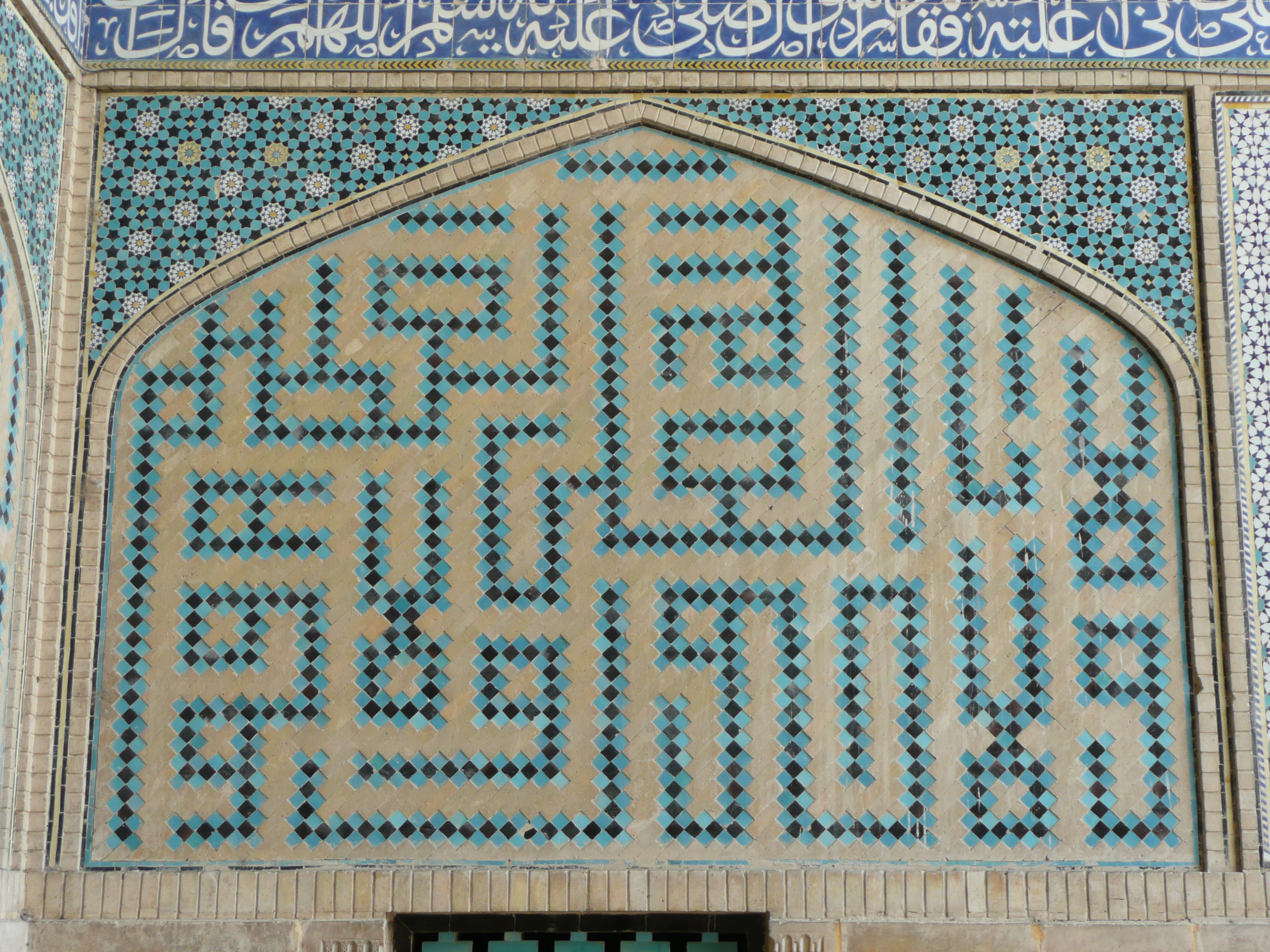
خط بنایی بر دیواری در مسجد جامع اصفهان

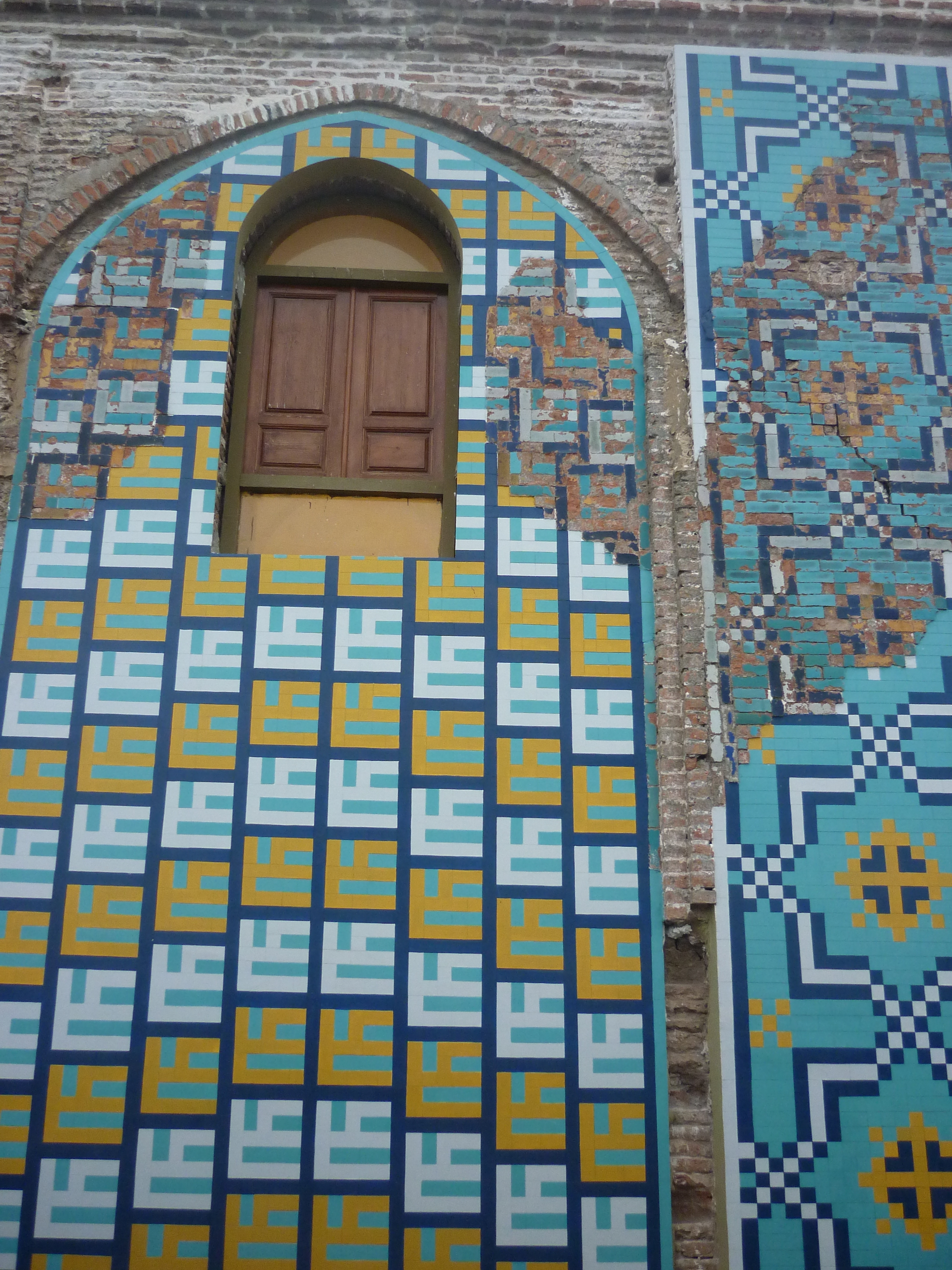
نام علی به خط بنایی در آرامگاه و عمارت مشهد میر بزرگ در آمل

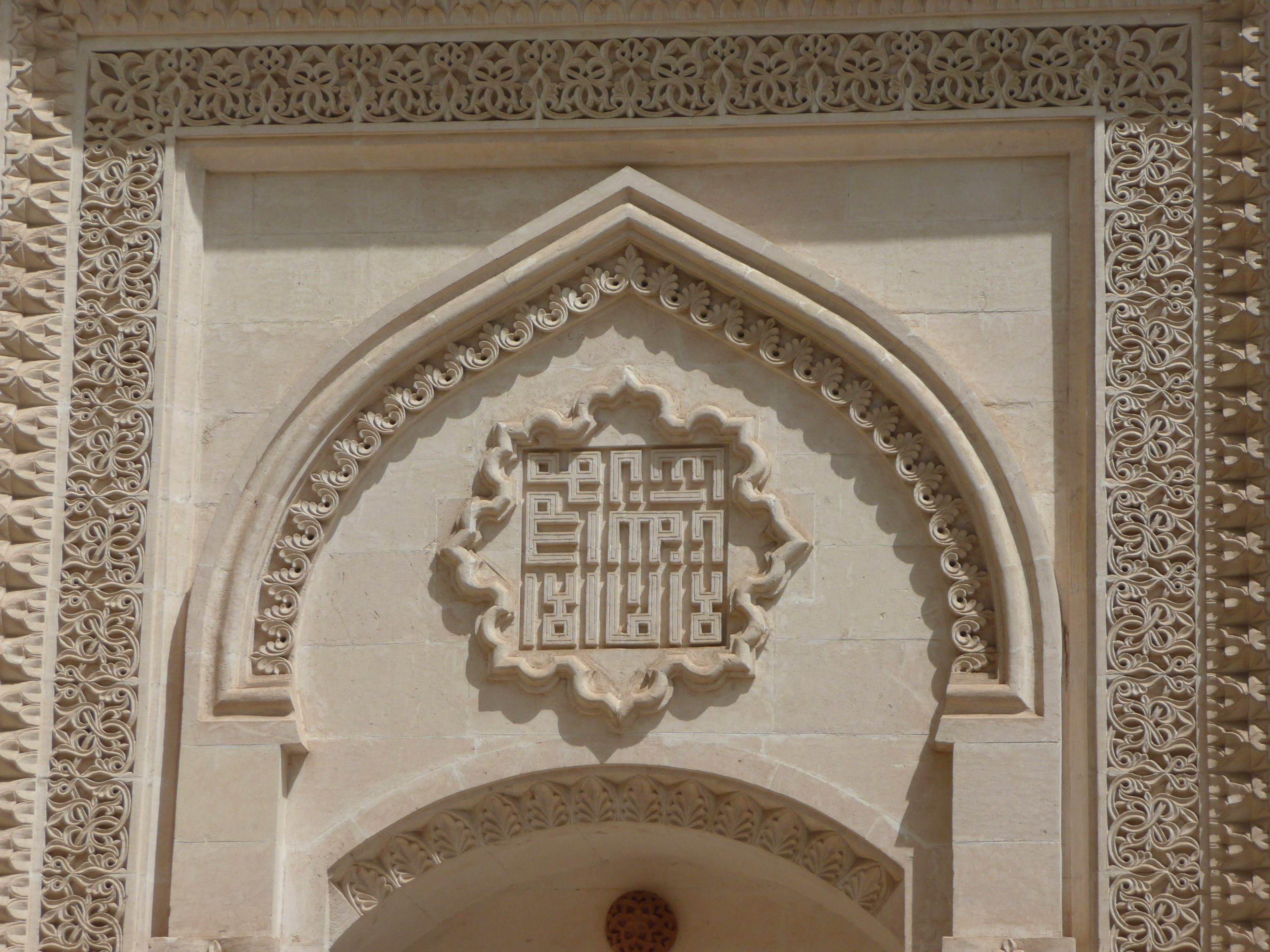
خط بنایی بر سردر مسجد ماردین در ترکیه

خط بنّایی یا مَعْقِلی یا خط هزارباف یکی از انواع خوشنویسی اسلامی است که نوعی خط کوفی زاویه‌دار به‌شمار می‌رود و از ترسیم اشکال هندسی مانند مربع، لوزی، مستطیل و خطوط موازی و متقاطع حاصل می‌شود. خط بنایی نوع تزیین نشده و هندسی خط کوفی است که براساس خانه‌های شطرنجی طراحی می‌شود.
اساس کوفی بنایی امتدادهای افقی و عمودی و گردش خط با ضخامتی یکنواخت در راستای افقی یا عمودی است به گونه‌ای که تمام سطوح هندسی شکل با این نوشته‌های افقی و عمودی پر می‌شود. در بعضی انواع کوفی بنایی به نمونه‌هایی برخورد می‌کنیم که هم سیاهی و هم سفیدی بین آن‌ها از کلماتی تشکیل شده‌اند که هر دو دارای معناست که به آن کوفی مشکل یا متداخل گفته می‌شود.

## نام
واژه معقلی با دو تلفظ به کار می‌رود یکی به‌صورت مُعَقِّلی که تفکر و تعقلی که خطاط باید برای ترسیم این خط به‌کار ببندد اشاره می‌کند و دیگری به‌صورت مَعقِلی تلفظ می‌شود که مَعقِل بروزن محفل، واژه‌ای است با ریشه فارسی به معنی دیوار، قلعه و پناهگاه بلند. واژه بنایی را نیز به دو شکل تلفظ می‌کنند که هر دو صحیح می‌نماید. یکی بَنایی یا بِنایی که این خط را منسوب به ابنیه و ساختمان‌ها می‌کند و دیگری بَنّایی که این خط را منتسب به معماران می‌کند که به احتمال زیاد طراحان این خط آنان بوده‌اند.

## تاریخچه
خط بنایی از خط کوفی مشتق شد. خط کوفی خطی قدیمی بود که همراه با ظهور اسلام شکل گرفت و پس از سده پنجم هجری کاربرد اولیه خود را در نوشتن قرآن از دست داد و بیشتر برای نوشتن کتیبه‌های مختلف بناها یا سرلوحه‌های کتاب‌های مذهبی به‌کار می‌رفت.
نقوش معقلی هرچند که مربوط به دوران پیش از اسلام است اما به دست ایرانیان ابداع شده و برای تزیین بناها بکار رفته‌است. اما خط معقلی یا بنایی بعد از دوره سلجوقی در تزئینات بناها و به‌ویژه در مساجد دیده می‌شود و سپس در دوره‌های ایلخانی و تیموری که دوره شکوفایی خوشنویسی ایرانی به‌شمار می‌رود رفته‌رفته مراحل رشد خود را طی کرد و سپس در تزیینات سطوح داخلی و خارجی بناهای مذهبی و تزئینات ایوان‌ها در پشت و پهلوی قوس‌ها و بدنه مدور مناره‌ها به کار گرفته شد.

## کاربرد
به سبب آنکه برش خط بنایی آسانتر از خطوط دیگری است که مملو از انحناها و پیچ و خم هاست و با عنصر اصلی سازنده بنا یعنی آجر یا عامل اصلی پوشش عمارت‌ها در ایران یعنی کاشی هماهنگی کامل دارد به وفور در آجرکاری‌ها و کاشی‌کاری‌ها در ساختمان‌ها به‌کار می‌رود. هرچند در موارد نادری آثاری بر روی کاغذ با این خط نیز ایجاد شده‌است. امروزه به سبب اینکه جنبه‌های تزئینی در انواع کوفی بسیار فراوان است می‌توان به عنوان پایه‌ای برای طراحی جدید حروف الفبا در رشته گرافیک مورد استفاده قرار گیرد. بعضی از هنرمندان در سالهای اخیر با استفاده از خط کوفی و تغییر و تلفیق آن با دیگر انواع خوشنویسی، برای طراحی پوستر، نشانه، سربرگ کاغذ و دیگر کارهای مربوط به این رشته استفاده کرده‌اند.
کاربردهای خط بنایی در معماری، صنایع دستی، طراحی گرافیک، تزئینات داخلی و طراحی الگو و بومی‌سازی طراحی‌های وب نیز کاربرد دارد که آشناترین نمونه آن، عبارت «الله اکبر» است که در حاشیه پرچم ایران نقش بسته‌است.
کاشی معقلی نوعی کاشی‌کاری است که با ساخت و تهیه کاشی با ابعاد بسیار کوچک و پهلوی هم قرار گرفتن این کاشی‌های کوچک کار معقلی صورت می‌گیرد. تلفیق کاشی با آجر در نماسازی از انبساط و انقباض کاشی‌ها جلوگیری می‌کند. با این عمل پریدن و خردشدن لعاب کاشی به حداقل می‌رسد. انواع خطوط مستقیم در محورهای عمودی و افقی و گاه خطوط مورب با زاویه ۴۵ درجه و شطرنجی از نقوشی هستند که در کاشی کاری معقلی مورد استفاده دارند. ضمناً برای خطوط کوفی بنایی نیز از این کاشی‌ها استفاده می‌کنند.
نمونه‌های گوناگون خط معقلی در بناهای قدیمی از جمله صحن مسجد گوهرشاد در مشهد، آرامگاه شیخ صفی‌الدین اردبیلی در اردبیل، امامزاده محروق در نیشابور و سایر بناهای تاریخی و مذهبی ایران و کشورهای همسایه به وفور دیده می‌شود که در کاشی‌کاری‌های معاصر همچون طرح توسعهٔ حرم امام رضا و امامزاده صالح در تجریش تهران نیز قابل مشاهده است.

## استادان
استاد مهدی پنجه پور یکی از معدود اساتیدی است که علاوه بر مهارت کامل در تمامی زمینه‌های معماری و کاشی کاری سنتی ایرانی، قادر به خوانش، نگارش و اجرای خطوط بنایی می‌باشد. وی فرزند استاد علی پنجه پور است.
و همین‌طور استاد حمیدرضا کشاورز میاندشتی استادی هستند که روی تایپوگرافی تخصصی خط بنایی تمرکز کردند و نه تنها کاشی کاری‌های مخدوش شده از آثار خط بنایی را طرح ترمیم می‌دهند، بلکه بسیاری از پوسترهای بر پایهٔ خط بنایی طراحی این استاد است.

## جستار مرتبط
کاشی معرق